# Осака-Ітамі
Міжнародний аеропорт Осака (яп. 大阪国際空港, おおさかこくさいくうこう, осака кокусай куко; англ. Osaka International Airport) — державний вузловий міжнародний аеропорт в Японії, розташований на території міста Ітамі префектури Хьоґо, а також міст Ікеда та Тойонака префектури Осака. Розпочав роботу з 1958 року. Початково спеціалізувався на внутрішніх та міжнародних авіаперевезеннях, проте після відкриття Міжнародного аеропорту Кансай 1994 року став приймати, в основному, внутрішньояпонські авіарейси. Інша назва — аеропорт Ітамі (яп. 伊丹空港, いたみくうこう, ітамі куко) або Осацький аеропорт.